# NGC 6805
NGC 6805 este o galaxie situată în constelația Săgetătorul. A fost descoperită în 24 august 1834 de către John Herschel. Se află la o distanță de 84,74 de megaparseci de Pământ.